# Смолдеярово
Смолдея́рово — деревня в Лаишевском районе Республики Татарстан Российской Федерации. Входит в состав Среднедевятовского сельского поселения.

## География
Деревня находится на автомобильной дороге Казань — Оренбург, в 18 км к северо-востоку от города Лаишево.

## История
Деревня известна с 1565—1568 годов. В списках населенных мест периода Казанского ханства упоминается деревня Сарку-Кадыш (позже Смолдеярово) на речке Чирпе. Так же в писцовой книге 1647—1656 года по Казанскому уезду есть записи о Смолдеярово:
По Нагайской ж по старой дороге за казанцом за Степаном Ивановым сыном Змеева село, что была деревня Смольдеярово, Ицви Меньшие, и селище Тургаево на реке на Брысе Малой и на реке Чирпе. В вотчине пашенные земли мерою полсема длинника, семь поперечников, итого сорок пять десятин с полудесятиною в поле, а в дву по тому ж. За ним же, Степаном, в том же селе и в селище в поместье пашни один длинник, семь поперечников, итого семь десятин в поле, а в дву по тому ж. Да в поместье ж, что была ясачная земля, деревни
Тарловы третьего поля мерою двенатцать длинников, тринатцать // (л. 191 об.) поперечников без трети, в другом конце девять поперечников, а вровно одиннатцать поперечников без полутрети, итого сто тритцать десятин в поле, а в дву по тому ж. И обоего поместные земли сто тритцать семь десятин в поле, а в дву по тому ж.
Так же в географическом указателе писцовой книги 1561—1562 года по Казанскому уезду имеется запись:
Смолдеярова Исмәгыйлдияр иле, запустевшая д. Н. дор., «середи Тургаевские земли» на земле д. Тургаево, близ пом. д. Тевкеч.
Смолдеярова ~Смолдеярово Ицви Меншие Исмәгыйлдияр Кече Өч Өй иле, пом. д. Н. дор., на реч. Чирпе
В писцовой книге 1561—1562 года по Казанскому уезду также упоминается:
За Федором за Семеновым сыном Змеева деревня Тевкеч, что была пустош. Да к той же деревни припущена в пашню старое селище деревни Тургаева на реки на Малой Брыси. А в деревне в Тевкече двор помещиков . Пашни добрые земли дватцат четверте ̆да перелогу дватцат четвертеи да зарослей и дубров пашеных десят десятин в поле, а в дву по тому ж. И с тою землею, что была деревня Смолдеярова середи Тургаевские земли. И переложная земля и заросли и дубровы учинены с над дачею за доброю землю: перелог впол тора, а заросли и дубровы вдвое, итог о дватцат четыре четверти. И обоего — пашни добрые земли и с тем, что перелог и заросли и дубровы учинены с над дачею, — сорок етыре четверти. Сена по речке и меж пашен десят копен, да отхожева сена на реке на Каме, выше Лаишевских покосов, двести копен . Лесу пашен ного и непашенного около пол в длину на д ве вер сты, а поперег на вер сту.
А велено ͠за ними учинит поместя в Казани — половину его окладу на двести четвертеи. И в половину его окладу не дошло его сто пятдесят шест четвертеи.
За Уланом за Тимиревым сﬞыном Износковым деревня Смолдеярово Ицви Меншие на речке на Чирпе, что была за Семеном за Баклановым с товарищи. А в деревне двор помещиков. Пашни добрые земли десят четвертеи да перел͠огу пят десят четвертеи в поле, а в дву по тому ж. И с тою землею, что была деревня Тургаева, от лесу за Смолдеяровскою землею. И переложная земля учинена с над дачею за доброю землею впол тора за тритцат и четыре четверти. И обоего — пашни и добрые земли и с тем, что пер̱еложная земля учинена с над дачею, — сорок четыре четверти. Сена отхожева на реке на Каме, выше Тургаевских и Лаишевских покосов, четыреста копен. Лесу пашенного и непашенного у деревни около пол по смете в длину на две версты, а поперег от пол в лес на версту.
Помещиками были:
1. Семен Балканов?
2. Улан Темерев сын Износков
3. Степан Иванов сын Змеев
4. Никита Гаврилов сын Змеев
5. Василий Борисович Толстой, ему село досталось от Никиты Гаврилова сына Змеева, после женитьбы на его дочери Дарье Никитичне.
6. Николай Сергеевич Софонов
7. Ремезов Семен Ильич

До реформы 1861 года жители относились к категории помещичьих крестьян. Занимались земледелием, разведением скота, мукомольным промыслом, торговлей.
В начале XX века в Смолдеярово функционировали каменная Казанско-Богородицкая церковь (была построена в 1902—1905 годах на месте деревянной, возведённой в 1781 году; памятник архитектуры), земская школа (открыта в 1883 году); 3 ветряные мельницы, 5 мелочных лавок. В этот период земельный надел сельской общины составлял 601,33 десятин. В XVI—XVII, начале XVIII века в составе Ногайской дороги Казанского уезда. До 1920 года деревня входила в Чирповскую волость Лаишевского уезда Казанской губернии. С 1920 года в составе Лаишевского кантона ТАССР. С 14 февраля 1927 года в Лаишевском, с 1 февраля 1963 года в Пестречинском, с 12 января 1965 года в Лаишевском районах.

## Население
| 1646                                                | 1710                 | 1716                 | 1719              | 1748              | 1762                | 1777                | 1780                                 | 1782              | 1859 | 1897 | 1908 | 1920 | 1926 | 1938 | 1949 | 1958 | 1970 | 1979 | 1989 | 2002 | 2008 |
| --------------------------------------------------- | -------------------- | -------------------- | ----------------- | ----------------- | ------------------- | ------------------- | ------------------------------------ | ----------------- | ---- | ---- | ---- | ---- | ---- | ---- | ---- | ---- | ---- | ---- | ---- | ---- | ---- |
| 50 душ. крестьян муж. пола, 8 душ бобылей муж. пола | 234 души обоего пола | 263 души обоего пола | 132 душ муж. пола | 108 душ муж. пола | 148 душ обоего пола | 178 душ обоего пола | 129 душ муж. пола, 137 душ жен. пола | 130 душ муж. пола | 523  | 657  | 670  | 888  | 947  | 853  | 491  | 313  | 256  | 147  | 86   | 36   | 58   |

## Экономика
Полеводство.

## Достопримечательности
Дом П. В. Щетинкина — архитектурный памятник второй половины XIX века.